# Idioma protoáslico
El protoáslico es la protolengua reconstruida de las Lenguas áslicas de Malasia peninsular y el sur de Tailandia. Ha sido reconstruido por Timothy Phillips (2012).

## Innovaciones léxicas
Innovaciones léxicas áslianas seleccionadas identificadas por Paul Sidwell (2021):
| Glosa    | Protoáslico | Kensiu | Jahai | Semnam  | Semelai       |
| -------- | ----------- | ------ | ----- | ------- | ------------- |
| ‘amargo’ | *kədɛk      | kadek  | kadɛk | kdɛk    | kədɛc         |
| ‘médula’ | *suəm       | –      | suwəp | lasuoːm | smsɔm         |
| ‘oso’    | *kawãːp     | kawap  | kawip | kaweːp  | –             |
| ‘dulce’  | *gəhɛːt     | gəhɛt  | bhɛt  | bhɛt    | gɛhɛt (Temoq) |

## Correspondencias fonológicas
El protoáslico parece tener algunas correspondencias fonológicas con Nancowry, lo que sugiere que podría haber una rama o vínculo austroasiático del sur que incluya el asliano y el nicobáres. Gérard Diffloth (2008) presenta las siguientes comparaciones (citadas en Sidwell 2021).
| Glosa             | Protoáslico | Nancowry |
| ----------------- | ----------- | -------- |
| ‘mosca doméstica’ | *ruəj       | juəj     |
| ‘avispa’          | *gr-tuəʔ    | tũəʔ     |
| ‘niño’            | *kuən       | kuən     |
| ‘a la altura’     | *kuɔc       | koac     |
| ‘sueño’           | *-mpuɔʔ     | ʔinfoaʔ  |
| ‘uña’             | *c-(n)r-uɔs | kisoah   |
| ‘cuatro’          | *puɔn       | foan     |